# Jardin aromatique
Jardin aromatique est une œuvre de Philippe Ughetto. C'est l'une des œuvres d'art de la Défense, en France.

## Description
L'œuvre est située à l'intérieur du dôme du centre commercial Les Quatre Temps. Elle consiste en 180 panneaux photographiques, illustrant des végétaux divers. La fresque mesure 173 m de long.

## Historique
L'œuvre est installée en 2006.